# みなと∞みらい
『みなと∞みらい』は、むらたたいちによる日本の漫画作品。一迅社発行の『まんが4コマぱれっと』にて2011年7月号より2014年9月号まで連載された。

## あらすじ
中学2年生・荻原湊の前に突然現れた娘を名乗る年上の少女・乃亜。彼女の目的は、自分の母親つまり湊の結婚相手が誰なのか捜すことだという。そんな年上の娘・乃亜と一つ屋根の下で暮らすことになった湊のフシギな親子の日常を描く。

## 登場人物
荻原 湊（おぎわら みなと）
主人公の中学2年生。純真で心優しく母性をくすぐるタイプの少年。ただしそのために無神経で融通の利かない一面も持っている。駄洒落が好きでネバネバした食べ物が苦手。乃亜を娘と信じてはいるが、その行動には戸惑いもしている。日記（本人曰く記録）をつける習慣があり、これが乃亜をタイムスリップさせる一因となった。主要登場人物の中では一番女の子っぽい。よく家の喫茶店を手伝っている。泳げない。
荻原 乃亜（おぎわら のあ）
どう見ても年上だがタイムスリップしてきた湊の娘。黒のロングヘアで巨乳。常にマフラーをしている。本来の目的は母親探しだがそのことを棚に上げて、湊をパパと呼び溺愛している。普段は喫茶店で働いている。未来が変わろうとすると体が消えてしまう。湊同様泳げない。
皆瀬 七美（みなせ ななみ）
湊の幼なじみ。ピンクのロングヘアでアホ毛が立っている。スポーツ万能で男勝りの性格だが高い所は苦手なようである。また、男と思われるくらいの貧乳ぶりは悩みの種でもある。乃亜が現れて以来、湊を巡って激しく対立することが多く、乃亜から小馬鹿にされることもしばしばである。湊のために弁当を作るなど女らしい面もある。
望月 歩（もちづき あゆむ）
湊とネットで知り合った同年代の少女。緑のセミロングで当初は帽子を着用していた。湊と初めて会った際に自分は男だとウソをついたために、その後色々と苦労を強いられることになる。武道家の家に生まれたので武道に通じている。プールで溺れた湊を助けた時に女であることを告げた。
明日見 未来 (あすみ みくら)
湊が女装して出場したミスコンテストの優勝者として接近してくるが、実は乃亜と同じ未来人で目的は乃亜を監視することであったが、彼女自身も湊の娘であった。

## 単行本
- むらたたいち 『みなと∞みらい』 一迅社〈4コマKINGSぱれっとコミックス〉、全3巻（2014年9月現在)
  1. 2012年4月21日発売 ISBN 978-4-7580-8146-7
  2. 2013年4月22日発売 ISBN 978-4-7580-8172-6
  3. 2014年9月22日発売 ISBN 978-4-7580-8202-0